# George Tupou II
George Tupou II (Neiafu, 18 giugno 1874 – Nukuʻalofa, 5 aprile 1918) fu il sovrano delle Isole Tonga dal febbraio 1893 fino alla sua morte, avvenuta nell'aprile 1918 durante la prima guerra mondiale.

## Biografia
Siaosi Tupou II era figlio del Principe Tu'ipelehake (che era divenuto anche Primo Ministro del regno dal 1905) la cui madre era Sālote Pilolevu, figlia di George Tupou I, era quindi pronipote del sovrano.
È ormai opinione degli storici di quest'area geografica del mondo che egli non si distinse per essere stato un ottimo monarca sotto l'aspetto politico, malgrado si dimostrasse essere una persona cortese, un padre esemplare ed un discreto e poliedrico artista (di lui si ricordano canzoni e poesie). D'altro canto, però, si impegnò attivamente per la sanità del suo stato, facendo costruire acquedotti che potessero portare l'acqua potabile nelle case degli abitanti del Regno di Tonga, il che si dimostrava un'impresa non facile in quanto l'estensione dei domini tongani era perlopiù costituita da isole e piccoli arcipelaghi con pochissimi fiumi e molta acqua salata.
Alla sua ascesa al trono, egli era appena diciottenne, si pose subito il problema del suo matrimonio: inizialmente gli venne proposta la Principessa ʻOfa-ki-Vavaʻu, figlia di Māʻatu di Niuatoputapu, ma egli rifiutò e il 1º giugno 1899 sposò la Principessa Lavinia Veiongo Fotu, figlia di Kupuavanua di Vava'u e della Principessa Tōkanga di Niuafo'ou, la quale gli portò queste isole in dote.
La sua amministrazione, malgrado tutto, fu sentita negativamente dalla popolazione che ingaggiò una guerra civile che si concluse nel 1905 con l'intervento della Gran Bretagna che fece del Regno di Tonga un proprio protettorato.
La Regina Lavinia morì il 25 aprile 1902 di tubercolosi, lasciando una sola figlia, Sālote. Successivamente egli si risposò una seconda volta, l'11 novembre 1909 con la sedicenne ʻAnaseini Takipō Afuha'amango. La figlia, nel frattempo, ebbe modo di frequentare le scuole a Auckland ed in Nuova Zelanda, ma non in patria dal momento che essa non era benvoluta, e rimase in esilio per i successivi cinque anni sin quando le acque non si fossero calmate, e poté fare ritorno a casa solo nel 1914. D'altro canto, siccome la Regina Takipō non aveva dato a George Tupou II alcun figlio, ella sarebbe un giorno succeduta al trono paterno, anche dopo la nascita della sorellastra Elisiva Fusipala Tauki.
Malgrado le questioni di famiglia, anche dopo la costituzione del protettorato, la situazione pareva tesa a tal punto che addirittura i ministri del Regno di Tonga pensarono di chiedere che il regno venisse annesso direttamente ai possedimenti coloniali del Regno Unito di modo da sedare ogni ostilità, ma caso volle che lo stesso re morisse, dopo una breve malattia il 5 aprile 1918.